# 南贾家村
南贾家村，中华人民共和国山东省东营市利津县北宋镇所辖行政村。位于利津县西南部。全村人口200户，764人(2010年底)。耕地面积1060亩。区划代码370522101270。邮编257438。